# 펜단산
펜단산(Mount Pendan)은 인도네시아 수마트라섬에 있는 화산이다. 이 화산은 유일하게 모양이 알려지지 않은 화산이자, 분화 기록도 알려지지 않는 화산이다. 이 화산은 활화산(活火山)이다.